# Глазунов, Матвей Петрович
Матвей Петрович Глазунов (1757—1830) — московский 2-й гильдии купец, основатель старейшей в России книжной фирмы Глазуновых.

## Биография
Родился в августе 1757 года в семье серпуховского купца Петра Фёдоровича (?—1768), предки которого числились серпуховскими посадскими людьми еще в 1678 году. 

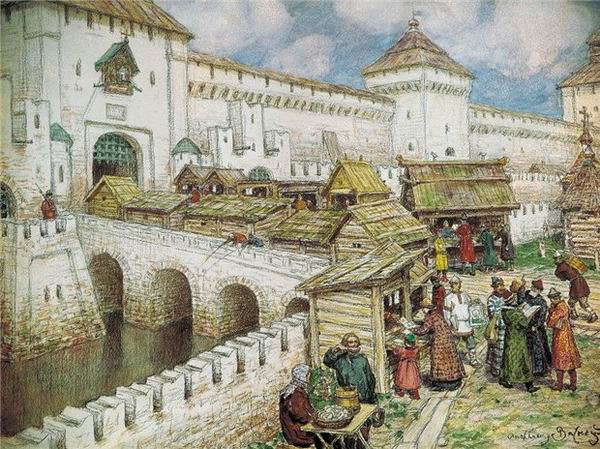
Книжные лавки на Спасском мосту в XVII в.
Художник А. М. Васнецов

Открыл книжную торговлю в Москве на Спасском мосту между 1780 и 1782 годами; первое его объявление (от имени купца Матвея Петрова) напечатано в № 75 «Московских Ведомостей» в 1782 году. Первоначально торговал один, а потом с братьями Иваном и Василием. 
Он был женат на дочери Полежаева, московского книгопродавца, комиссионера Николая Ивановича Новикова. Для распространения русской книжной торговли в Санкт-Петербурге, где она в то время, кроме академической лавки, сосредоточивалась у переплетчиков и у немногих торговцев иностранными книгами, Полежаев и Глазунов открыли в 1783 или 1784 году книжную лавку и в столице Российской империи, на Невском проспекте, напротив Большого Гостиного двора. 
Арест Новикова в 1793 году имел неприятные последствия и для Глазунова. С книгопродавцев взята была подписка не продавать запрещенных Новиковских книг; несмотря на это, у многих книгопродавцев, в том числе и у Глазунова, были при обыске в лавках найдены эти книги. Виновные были отданы под суд, но в 1796 году, благодаря хлопотам Ивана Петровича Глазунова, получили прощение по случаю рождения внука Государыни, Великого Князя Николая Павловича. Император Павел I в первый же день своего царствования освободил Новикова, но последний вышел из заточения уже «дряхл, стар, согбен» и отказался от всякой общественной деятельности.
Умер 4 (16) января 1830 года и был погребён в Симоновом монастыре.
Его дело продолжили брат Иван со своими сыновьями Петром и Ильёй, а затем сыновья последнего Александр, Иван и Константин.